# Asgeir Årdal
Asgeir Mandelid Årdal (* 30. November 1983) ist ein ehemaliger norwegischer Skilangläufer.

## Werdegang
Årdal, der für den Jølster IL startete, nahm von 2002 bis 2013 vorwiegend an FIS-Rennen teil. Dabei errang er dreimal den dritten Platz. Sein erstes Rennen im Continental-Cup lief im Dezember 2002 in Gåsbu und belegte dabei den 57. Platz im Sprint. Sein Debüt im Skilanglauf-Weltcup hatte er im März 2005 in Drammen, das er auf dem 37. Platz im Sprint beendete. In den Jahren 2006 und 2007 errang er bei den Sprintweltcups in Drammen die Plätze 45 und 46. Im Januar 2008 erreichte er in Joulumae mit dem sechsten Platz im Sprint seine beste Platzierung im Scandinavian Cup. Sein viertes und damit letztes Weltcuprennen absolvierte er im März 2008 ebenfalls in Drammen. Dabei holte er mit dem 24. Platz im Sprint seine einzigen Weltcuppunkte.